# Primula scotica
Primula scotica es una especie perteneciente a la familia de las primuláceas, endémica de la costa norte de  Escocia, incluyendo Caithness y Orkney. Está estrechamente relacionada con las especies árticas Primula stricta y Primula scandinavica.

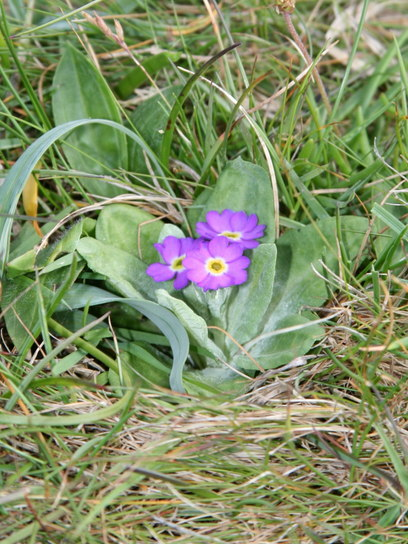
Vista de la planta

## Descripción
Primula scotica se distingue fácilmente de otras Primulas por sus flores de color púrpura azulado. Florece en mayo y, a menudo tiene una segunda floración en julio. En las Orcadas que se ve comúnmente en los acantilados del mar en Yesnaby.

## Taxonomía
Primula scotica fue descrita por William Jackson Hooker y publicado en Flora Londinensis (second edition), 4: t. 133 1821.
Etimología
Primula: nombre genérico que proviene del latín primus o primulus = "primero", y refiriéndose a su temprana floración. En la época medieval, la margarita fue llamada primula veris o "primogénita de primavera".
scotica: epíteto geográfico que alude a su localización en Escocia.
Sinonimia
- Aleuritia scotica (Hook.) Soják	[2]